# Сяовань

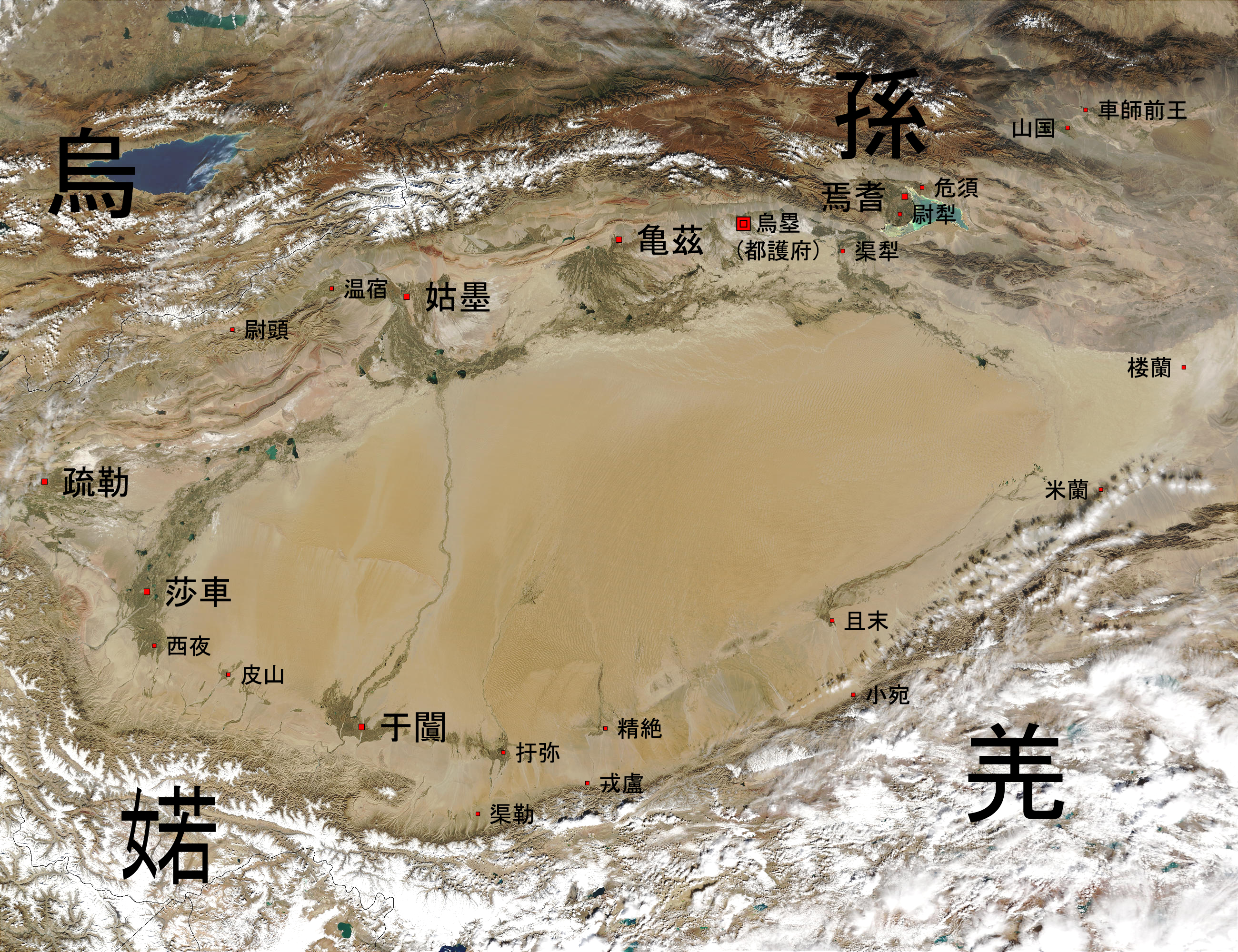
Сяовань (小宛) на юго-востоке Таримского бассейна. I век.

Сяовань или Сяоюань (ганд. Сача; кит. трад. 小宛國, упр. 小宛国, пиньинь xiǎoyuánguó, палл. Сяоюань го) — древнее княжество в Сиюе, на территории верхнего течения реки Черчен, было присоединено к царству Шаньшань.
Столица: город Улинь (扜零). Расстояние до Чанъани: 7210 ли. После завоевания Хань У-ди была проведена перепись населения. Всего было 150 семей, 1050 человек, 200 боеспособных. Администрация: Фуго-хоу (輔國侯), два офицера дувэя (都尉). На востоке граничило с округом Жоцян, находилось южнее Шёлкового пути.